# Ryszard Kubanek
Ryszard Kubanek – polski koszykarz, medalista mistrzostw Polski.

## Osiągnięcia
Klubowe
- Mistrz Polski:
  - 1966
  - juniorów (1963)[1]
- Wicemistrz Polski (1968)
- Zdobywca pucharu Polski (1968)
- Uczestnik rozgrywek Puchary Europy Mistrzów Krajowych (1966–1968 – II runda)